# Giáo hoàng Clêmentê XII
Clêmentê XII (Latinh: Clemens XII) là vị giáo hoàng thứ 246 của giáo hội công giáo.
Theo niên giám tòa thánh năm 1806 thì ông đắc cử Giáo hoàng năm 1730 và ở ngôi Giáo hoàng trong 9 năm 6 tháng 25 ngày. Niên giám tòa thánh năm 2003 xác định ông đắc cử Giáo hoàng ngày 12 tháng 7 năm 1730, ngày khai mạc chức vụ mục tử đoàn chiên chúa là ngày 16 tháng 7 và ngày kết thúc triều đại của ông là ngày 6 tháng 2 năm 1740.
Giáo hoàng Clemens XII sinh tại Florence ngày 7 tháng 4 năm 1652 với tên thật là Lorenzo Corsininh. Ông sinh ra trong một gia đình danh tiếng mà thánh Anrê Corsini là thành viên.
Sau khi theo học ở học viện dòng tên ông đạt được bằng tiến sĩ luật học ở đại học Pisa. Được Giáo hoàng Clemens XI nâng lên hàng hồng y và được bầu làm Giáo hoàng ngày 12 tháng 7 năm 1730. 

## Cai quản giáo hội
Lên kế vị Benedictus XIII khi ông đã trở nên hầu như hoàn toàn bị mù và bại liệt. Clemens đã bắt đầu nhiệm kỳ của mình bằng việc làm giảm bớt sự biến chất một số tu sĩ Benedictus, cải thiệt tính hiệu quả của việc cai quản các lãnh thổ Giáo hoàng. Ông bãi bỏ luật cấm chơi xổ số và sáng lập nên một cuộc xổ số để nâng tiền mặt lên.
Ông đã tiếp tục gây áp lực trên những người thuộc phái Jansenius, khởi đầu bằng sắc chỉ Unigenitus và nhất là vào năm 1738, ông đã ra tông chiếu In Eminenti, ông lên án Hội Tam điểm hay bè Nhiệm là phản tôn giáo, vô luân và phản xã hội.
Ông tuyên bố phạt vạ tuyệt thông những ai có liên hệ với hội Tam Điểm. Ngoài ra, ông còn nhận vào giáo hội một số lớn những người Cốp (cổ Ai Cập) theo thuyết nhất tính.
Ông là ra đạo luật về sự công bằng: ông phạt Hồng y Coscia và những ai đã sai trái hùa theo làm giàu riêng cho chính mình bằng hình thức bỏ tù và tịch thu tài sản đem phân chia cho người nghèo. Ông mở cửa bảo tàng Capitoline cho dân chúng vào xem, và cho xây dựng Trevi Fountain nổi tiếng hoạt động ở mặt tiền Đền Thánh Gioan Lateran.

## Quan hệ với các cường quốc
Trong quan hệ với các cường quốc vào thời ấy, ông đã can thiệp vào các cuộc chiến khác nhau nhưng ông đã phải chịu những sự nhục nhã như phần đông các Giáo hoàng của thế kỷ này.
Quyền bá chủ của ông trên Parma đã không được ai biết đến và dòng họ Bourbons đã liên minh với dòng họ Habsbourg chống lại vị Giáo hoàng già này. 

## Vấn đề lễ nghi Trung Hoa
Vấn đề về lễ nghi Trung Hoa với tám điểm nới rộng được đưa ra vào năm 1721 bởi Khâm sứ Mezzabarba. Vấn đề được đưa trở lại Roma. Trong khi đó, cuộc bách hại đạo bắt đầu từ năm 1732 dưới triều Ung Chính ngày càng thêm gay gắt.
Tại Roma, Tòa thánh tiền hành công việc và ngày 26 tháng 9 năm 1735, Giáo hoàng Clemente XII công bố một đoản thư lên án hành động của Giám mục Bắc Kinh vì đã phổ biến và cho thi hành 8 điểm nới rộng này. Ông cũng trao vấn đề này cho Tòa truy tà.